# Sixteen Stone
Sixteen Stone —en español: Dieciséis piedras— es el álbum debut de la banda post-grunge Bush. Lanzado en 1994, es el álbum que más singles reconocidos tuvo, y por ende, el álbum más aclamado y más famoso de Bush.
Sixteen Stone alcanzó el #4 en el Heatseekers y en Billboard Hot 200 del Billboard Music Charts. 2 canciones de este álbum alcanzaron el Top 40 Singles. El álbum empezó a vender mucho más cuando los sencillos "Glycerine" y "Comedown" llegaron a Norteamérica. Cuando la banda se volvió popular, muchos criticaron a la banda por tener un sonido parecido al de muchas bandas de Seattle, tales como Nirvana y Soundgarden. Años después, Bush se separaría del sonido grunge para acercarse más a sonidos experimentales tales como The Science of Things y Deconstructed.

## Nombre del Disco
En el Reino Unido, un "stone" (traducido literalmente como "piedra") es una unidad de peso equivalente a 14 libras. Por entonces, "Sixteen Stone" significaría 16 "stones", por lo tanto, un peso equivalente a 224 libras, o aproximadamente 102 kilogramos. La causa de este nombre, según Gavin Rossdale es: "Había una vez un hombre... mi amigo, que llamó a un número de teléfono al cual se llamaba según él a una chica escandinava de 21 años atractiva, nueva en el pueblo. Cuando ella llegó tenía 40 años y pesaba 16 "stones"..."

## Listado de canciones
Todas las canciones fueron escritas por Gavin Rossdale:
1. "Everything Zen" - 4:38
2. "Swim" - 4:56
3. "Bomb" - 3:23
4. "Little Things" - 4:24
5. "Comedown" - 5:27
6. "Body" - 5:43
7. "Machinehead" - 4:16
8. "Testosterone" - 4:20
9. "Monkey" - 4:01
10. "Glycerine" - 4:27
11. "Alien" - 6:34
12. "X-Girlfriend" - 0:45

Las primeras versiones de Sixteen Stone no contenían a Alien en la parte trasera de la caja del CD, ya que había un espacio en blanco donde debía estar su nombre en la lista. Tampoco Monkey figuraba allí, pero de todas maneras, ambas canciones estaban en el disco y tenían las letras impresas.

## Créditos
- Clive Langer - Producción, Ingeniero de sonido, Mezclas
- Paul Cohen - Fotógrafo, Foto de la portada del disco.
- Caroline Dale - Chelo
- Robin Goodridge - Baterista
- David J. Holman - Mezcla
- Paul Palmer - Mezcla
- Danton Supple - Asistente del ingeniero de sonido
- Alan Winstanley - Producción, Ingeniero de sonido, Mezcla
- Winston - vocalista
- Gavyn Wright - violinista, viola
- Bush - Productores, ingenieros de sonido
- Dave Parsons - Bajista
- Vincas Bundza - Armónica
- Jasmine Lewis - Vocalista
- Nigel Pulsford - Guitarrista, Arreglos de Guitarra
- Gavin Rossdale - Compositor, Vocalista, Guitarrista
- Alessandro Vittorio Tateo - Vocalista
- Mark Lebon - Fotógrafo
- Debra Burley - Coordinación
- Jackie Holland - Coordinación
- Gillian Spittchuk - Dibujo

## Posiciones en lista
De las Billboard Music Charts (Norteamérica)
| Año  | Sencillo       | Lista                  | Posición |
| ---- | -------------- | ---------------------- | -------- |
| 1995 | Everything Zen | Modern Rock Tracks     | N.º 2    |
| 1995 | Everything Zen | Mainstream Rock Tracks | N.º 5    |
| 1995 | Little Things  | Modern Rock Tracks     | N.º 4    |
| 1995 | Little Things  | Mainstream Rock Tracks | N.º 6    |
| 1995 | Comedown       | Modern Rock Tracks     | N.º 1    |
| 1995 | Comedown       | Billboard Hot 100      | N.º 30   |
| 1995 | Glycerine      | Modern Rock Tracks     | N.º 1    |
| 1995 | Glycerine      | Mainstream Rock Tracks | N.º 4    |
| 1995 | Glycerine      | Billboard Hot 100      | N.º 28   |
| 1995 | Glycerine      | Top 40 Mainstream      | N.º 28   |
| 1996 | Machinehead    | Modern Rock Tracks     | N.º 4    |
| 1996 | Machinehead    | Mainstream Rock Tracks | N.º 4    |
| 1996 | Machinehead    | Billboard Hot 100      | N.º 43   |

- Datos: Q1931436